# Tricentra laciniata
Tricentra laciniata là một loài bướm đêm trong họ Geometridae.